# Condado de Bear Lake
El condado de Bear Lake (en inglés: Bear Lake County) fundado en 1875 es un condado en el estado estadounidense de Idaho. En el 2000 el condado tenía una población de 6411 habitantes en una densidad poblacional de 2.5 personas por km². La sede del condado es Paris.

## Geografía
Según la Oficina del Censo, el condado tiene un área total de 2718 km² (1049,4 mi²), de la cual 2516 km² (971,4 mi²) es tierra y 202 km² (78,0 mi²) (7.44%) es agua.

### Condados adyacentes
- Condado de Caribou - norte
- Condado de Lincoln - este
- Condado de Rich - sur
- Condado de Franklin - oeste

### Carreteras
- - US 30
- - US 89
- - SH-36

## Demografía
En el 2000 la renta per cápita promedia del condado era de $32 162, y el ingreso promedio para una familia era de $38 351. En 2000 los hombres tenían un ingreso per cápita de $33 958 versus $17 829 para las mujeres. El ingreso per cápita para el condado era de $13 592. Alrededor del 9.60% de la población estaba bajo el umbral de pobreza nacional.

## Comunidades

### Ciudades
- Bloomington
- Georgetown
- Montpelier
- Paris
- St. Charles

### Comunidades no incorporadas
- Bern
- Dingle
- Fish Haven
- Geneva
- Nounan
- Pegram
- Raymond